# Шальранж
Шальра́нж (фр. Challerange) — коммуна во Франции, находится в регионе Шампань — Арденны. Департамент коммуны — Арденны. Входит в состав кантона Монтуа. Округ коммуны — Вузье.
Код INSEE коммуны — 08097.
Коммуна расположена приблизительно в 185 км к востоку от Парижа, в 50 км северо-восточнее Шалон-ан-Шампани, в 55 км к югу от Шарлевиль-Мезьера.

## Население
Население коммуны на 2008 год составляло 431 человек.
| 1962 | 1968 | 1975 | 1982 | 1990 | 1999 | 2008 |
| ---- | ---- | ---- | ---- | ---- | ---- | ---- |
| 635  | 643  | 659  | 594  | 514  | 461  | 431  |

## Администрация
| Период | Период | Фамилия       | Партия | Должность |
| ------ | ------ | ------------- | ------ | --------- |
| 1989   | 2001   | Жан Вюльверик |        |           |
| 2001   | 2008   | Клодин Мутон  |        |           |
| 2008   |        | Доминик Арбу  |        |           |

## Экономика

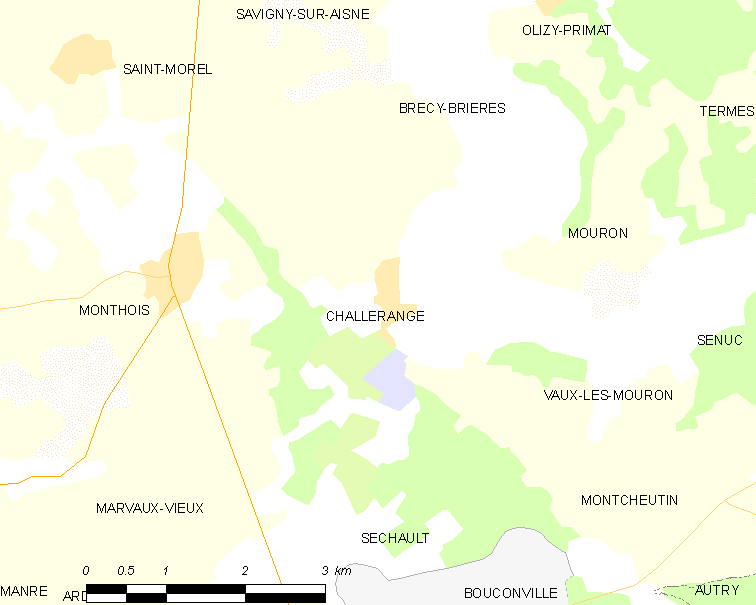
Карта коммуны

В 2007 году среди 257 человек в трудоспособном возрасте (15—64 лет) 183 были экономически активными, 74 — неактивными (показатель активности — 71,2 %, в 1999 году было 61,8 %). Из 183 активных работали 164 человека (102 мужчины и 62 женщины), безработных было 19 (7 мужчин и 12 женщин). Среди 74 неактивных 15 человек были учениками или студентами, 31 — пенсионерами, 28 были неактивными по другим причинам.